# Michel Kitabdjian
Michel Kitabdjian (* 7. Mai 1930 in Nizza; † 17. März 2020 ebenda) war ein französischer Fußballschiedsrichter.

## Sportlicher Werdegang
Kitabdjian pfiff zunächst Spiele der Ligue du Sud-est, ehe er 1959 auf landesweiter Ebene als Schiedsrichter unter anderem in der Division 1 eingesetzt wurde. Nachdem er im Europapokal der Landesmeister Spiele geleitet hatte, rückte er auch auf die FIFA-Schiedsrichterliste. Anfang Mai 1964 pfiff er wenige Tage vor seinem 34. Geburtstag sein erstes Länderspiel, als sich Rumänien und Bulgarien gegenüber standen. In der Folge avancierte er in der Nachfolge von Pierre Schwinté neben dem elf Jahre jüngeren Robert Wurtz und Robert Héliès zu einem der führenden französischen Spielleiter auf internationalem Parkett und kam bis zum altersbedingten Ausscheiden 1979 auf 19 Länderspieleinsätze. Dabei pfiff er im Rahmen des Fußballturniers der Olympischen Sommerspiele 1968 unter anderem ein Viertelfinalspiel, musste sich aber in den folgenden Jahren hinter Wurtz einreihen und trotz Spielleitung bei Qualifikationsspielen zu allen Welt- und Europameisterschaftsendrunden in den 1970er Jahren blieb ihm – analog zur französischen Nationalmannschaft, der nach zwölf Jahren Abwesenheit erst zur WM 1978 wieder eine Turnierqualifikation gelang –  eine Endrundenteilnahme zu dieser Zeit verwehrt.
Auf Vereinsebene kam Kitabdjian jedoch zu Finalehren als Spielleiter. Im Wettbewerb um die Coupe de France 1964/65 kam er sowohl beim 2:2-Remis nach Verlängerung endenden regulären Finalspiel zwischen Stade Rennes und UA Sedan-Torcy zum Einsatz, als auch beim wenige Tage später durchgeführten und von Rennes im Pariser Parc des Princes gewonnenen Wiederholungsspiel. Auf europäischer Ebene pfiff er das Endspiel um den Landesmeisterpokal 1974/75, in dem der FC Bayern München sich mit einem 2:0-Sieg gegen Leeds United durchsetzt und damit den Titel verteidigte. Dabei traf er einige umstrittene Entscheidungen, in deren Folge Leeds-Anhänger sich um den Sieg betrogen fühlten und randalierten (Leeds United wurde daraufhin temporär von der UEFA gesperrt).